# Ōta (Gunma)
Ōta (jap. 太田市, -shi) ist eine Stadt in der Präfektur Gunma auf Honshū, der Hauptinsel Japans. Ōta liegt ungefähr 100 km nördlich von Tokio.

## Geographie
Ōta liegt nördlich von Kumagaya und östlich von Maebashi.
Der Fluss Tone durchfließt die Stadt von Südwesten nach Südosten.

## Wirtschaft
- Fabriken von Fuji Heavy Industries

## Verkehr
- Straße:
  - Nationalstraße 50, nach Maebashi oder Mito
  - Nationalstraße 122, nach Tokio oder Nikkō

## Städtepartnerschaften

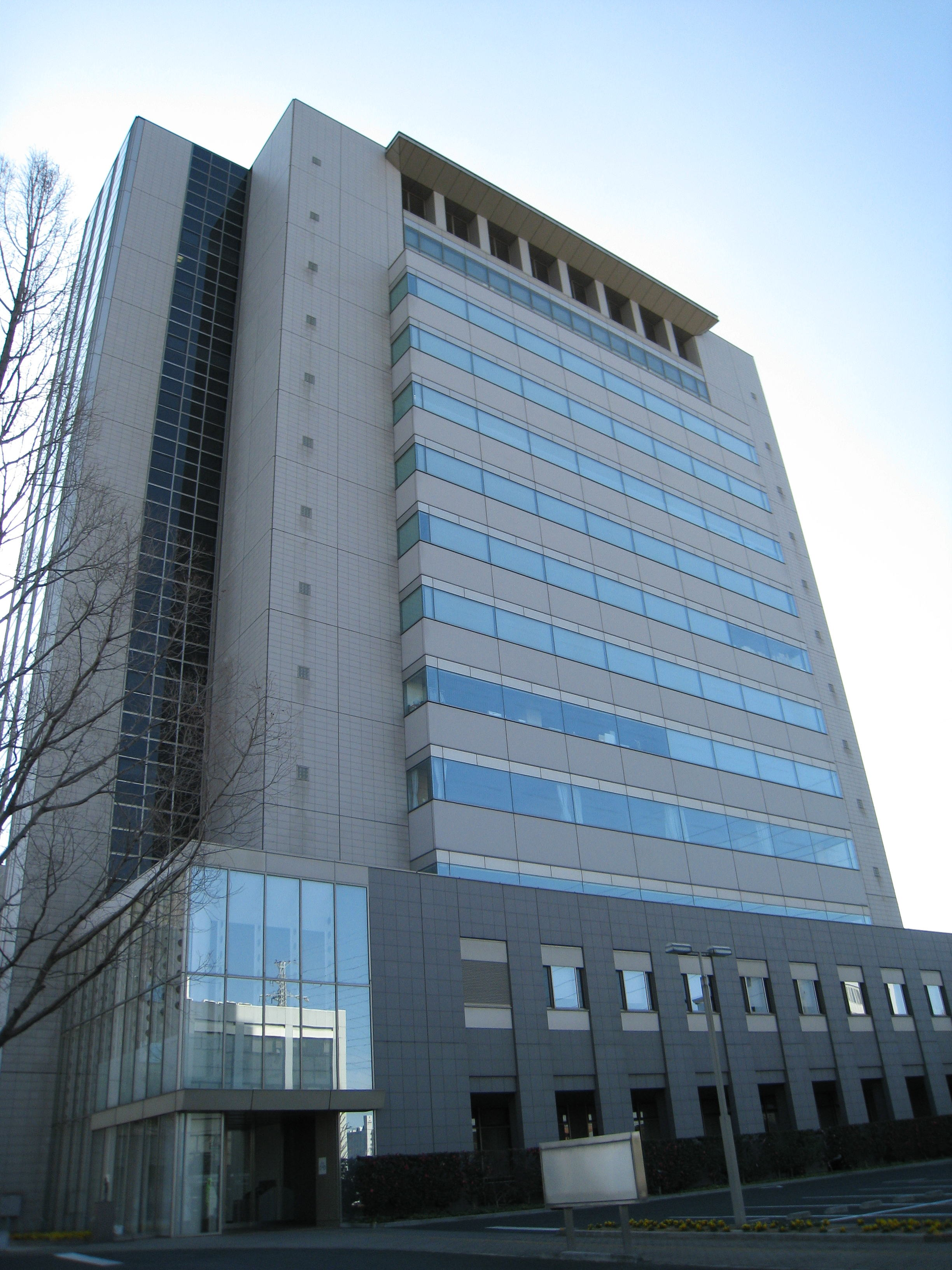
Rathaus von Ota, Präfektur Gunma

- Burbank (Los Angeles County)
- West Lafayette (Indiana)
- Yingkou

## Söhne und Töchter der Stadt
- Kōdai Enomoto (* 1994), Fußballspieler
- Ayumi Morita (* 1990), Tennisspielerin
- Masaaki Ōsawa (* 1946), Politiker
- Ōsumi Toshihira (1932–2009), Schwertschmied

## Angrenzende Städte und Gemeinden
- Isesaki
- Ashikaga
- Kiryū
- Midori
- Kumagaya
- Fukaya